# Internationaux de France de 2017
Internationaux de France de 2017 foi a trigésima primeira edição do Internationaux de France, um evento anual de patinação artística no gelo organizado pela Federação Francesa de Esportes no Gelo (em francês:  Federation Française des Sports de Glace), e que fez parte do Grand Prix de 2017–18. A competição originalmente seria disputada entre os dias 17 de novembro e 19 de novembro, na cidade de Grenoble, França.

## Eventos
- Individual masculino
- Individual feminino
- Duplas
- Dança no gelo

## Medalhistas
| Evento                        | Ouro                                             | Prata                                       | Bronze                                        |
| Individual masculino detalhes | Javier Fernández · Espanha                       | Shoma Uno · Japão                           | Misha Ge · Uzbequistão                        |
| Individual feminino detalhes  | Alina Zagitova · Rússia                          | Maria Sotskova · Rússia                     | Kaetlyn Osmond · Canadá                       |
| Duplas detalhes               | Evgenia Tarasova · Vladimir Morozov · Rússia     | Vanessa James · Morgan Ciprès · França      | Nicole Della Monica · Matteo Guarise · Itália |
| Dança no gelo detalhes        | Gabriella Papadakis · Guillaume Cizeron · França | Madison Chock · Evan Bates · Estados Unidos | Alexandra Stepanova · Ivan Bukin · Rússia     |

## Resultados

### Individual masculino
| Pos.              | Nome                | Nacionalidade  | Pontos | PC         | PL          |
| ----------------- | ------------------- | -------------- | ------ | ---------- | ----------- |
| Medalha de ouro   | Javier Fernández    | Espanha        | 283.71 | 107.86 (1) | 175.85 (2)  |
| Medalha de prata  | Shoma Uno           | Japão          | 273.32 | 93.92 (2)  | 179.40 (1)  |
| Medalha de bronze | Misha Ge            | Uzbequistão    | 258.34 | 85.41 (6)  | 172.93 (3)  |
| 4                 | Alexander Samarin   | Rússia         | 253.13 | 91.51 (3)  | 161.62 (4)  |
| 5                 | Oleksii Bychenko    | Israel         | 247.44 | 86.79 (5)  | 160.65 (5)  |
| 6                 | Moris Kvitelashvili | Geórgia        | 240.50 | 86.98 (4)  | 153.52 (8)  |
| 7                 | Max Aaron           | Estados Unidos | 237.20 | 78.64 (8)  | 158.56 (6)  |
| 8                 | Denis Ten           | Cazaquistão    | 228.57 | 83.70 (7)  | 144.87 (10) |
| 9                 | Vincent Zhou        | Estados Unidos | 222.21 | 66.12 (10) | 156.09 (7)  |
| 10                | Kévin Aymoz         | França         | 220.43 | 70.00 (9)  | 150.43 (9)  |
| 11                | Romain Ponsart      | França         | 198.12 | 63.81 (11) | 134.31 (11) |

### Individual feminino
| Pos.              | Nome                   | Nacionalidade  | Pontos | PC         | PL          |
| ----------------- | ---------------------- | -------------- | ------ | ---------- | ----------- |
| Medalha de ouro   | Alina Zagitova         | Rússia         | 213.80 | 62.46 (5)  | 151.34 (1)  |
| Medalha de prata  | Maria Sotskova         | Rússia         | 208.78 | 67.79 (2)  | 140.99 (2)  |
| Medalha de bronze | Kaetlyn Osmond         | Canadá         | 206.77 | 69.05 (1)  | 137.72 (4)  |
| 4                 | Mai Mihara             | Japão          | 202.12 | 64.57 (4)  | 137.55 (5)  |
| 5                 | Elizabet Tursynbayeva  | Cazaquistão    | 200.98 | 62.29 (6)  | 138.69 (3)  |
| 6                 | Yuna Shiraiwa          | Japão          | 193.18 | 66.05 (3)  | 127.13 (6)  |
| 7                 | Nicole Schott          | Alemanha       | 172.39 | 55.54 (10) | 116.85 (7)  |
| 8                 | Maé-Bérénice Méité     | França         | 171.40 | 58.96 (8)  | 112.44 (9)  |
| 9                 | Elizaveta Tuktamysheva | Rússia         | 167.65 | 53.03 (11) | 114.62 (8)  |
| 10                | Polina Edmunds         | Estados Unidos | 157.77 | 56.31 (9)  | 101.46 (10) |
| 11                | Laurine Lecavelier     | França         | 154.35 | 60.68 (7)  | 93.67 (11)  |

### Duplas
| Pos.              | Nome                                    | Nacionalidade  | Pontos | PC        | PL         |
| ----------------- | --------------------------------------- | -------------- | ------ | --------- | ---------- |
| Medalha de ouro   | Evgenia Tarasova / Vladimir Morozov     | Rússia         | 218.20 | 77.84 (1) | 140.36 (2) |
| Medalha de prata  | Vanessa James / Morgan Ciprès           | França         | 214.32 | 73.18 (2) | 141.14 (1) |
| Medalha de bronze | Nicole Della Monica / Matteo Guarise    | Itália         | 197.59 | 70.85 (3) | 126.94 (3) |
| 4                 | Liubov Ilyushechkina / Dylan Moscovitch | Canadá         | 193.07 | 66.36 (4) | 126.71 (4) |
| 5                 | Peng Cheng / Jin Yang                   | China          | 188.14 | 62.40 (5) | 125.74 (5) |
| 6                 | Marissa Castelli / Mervin Tran          | Estados Unidos | 177.15 | 58.99 (6) | 118.16 (6) |
| 7                 | Lola Esbrat / Andrei Novoselov          | França         | 146.72 | 51.90 (7) | 94.82 (7)  |
| 8                 | Zoe Jones / Christopher Boyadji         | Reino Unido    | 130.43 | 44.59 (8) | 85.84 (8)  |

### Dança no gelo
| Pos.              | Nome                                    | Nacionalidade  | Pontos | PC         | PL         |
| ----------------- | --------------------------------------- | -------------- | ------ | ---------- | ---------- |
| Medalha de ouro   | Gabriella Papadakis / Guillaume Cizeron | França         | 201.98 | 81.40 (1)  | 120.58 (1) |
| Medalha de prata  | Madison Chock / Evan Bates              | Estados Unidos | 181.85 | 73.55 (2)  | 108.30 (2) |
| Medalha de bronze | Alexandra Stepanova / Ivan Bukin        | Rússia         | 177.24 | 70.02 (3)  | 107.22 (4) |
| 4                 | Kaitlyn Weaver / Andrew Poje            | Canadá         | 176.97 | 68.94 (5)  | 108.03 (3) |
| 5                 | Charlène Guignard / Marco Fabbri        | Itália         | 171.01 | 69.73 (4)  | 101.28 (5) |
| 6                 | Angélique Abachkina / Louis Thauron     | França         | 155.55 | 59.81 (8)  | 95.74 (6)  |
| 7                 | Elliana Pogrebinsky / Alex Benoit       | Estados Unidos | 154.14 | 60.64 (6)  | 93.50 (7)  |
| 8                 | Natalia Kaliszek / Maksym Spodyriev     | Polônia        | 147.77 | 58.58 (9)  | 89.19 (8)  |
| 9                 | Alla Loboda / Pavel Drozd               | Rússia         | 145.85 | 60.43 (7)  | 85.42 (9)  |
| 10                | Lorenza Alessandrini / Pierre Souquet   | França         | 134.28 | 54.07 (10) | 80.21 (10) |

## Quadro de medalhas
| Ordem | País           | Medalha de ouro | Medalha de prata | Medalha de bronze |    | Ordem por total |
| ----- | -------------- | --------------- | ---------------- | ----------------- | -- | --------------- |
| 1     | Rússia         | 2               | 1                | 1                 | 4  | 1               |
| 2     | França         | 1               | 1                |                   | 2  | 2               |
| 3     | Espanha        | 1               |                  |                   | 1  | 3               |
| 4     | Estados Unidos |                 | 1                |                   | 1  | 3               |
| 4     | Japão          |                 | 1                |                   | 1  | 3               |
| 6     | Canadá         |                 |                  | 1                 | 1  | 3               |
| 6     | Itália         |                 |                  | 1                 | 1  | 3               |
| 6     | Uzbequistão    |                 |                  | 1                 | 1  | 3               |
| TOTAL | TOTAL          | 4               | 4                | 4                 | 12 | —               |